# Trioxid de wolfram
Trioxidul de wolfram, de asemenea cunoscut și ca oxid de wolfram (VI) sau anhidridă wolframică, este un compus anorganic cu formula WO3, și care conține trei atomi de oxigen și un atom de wolfram în starea de oxidare +6. 

## Obținere
Este obținut ca produs intermediar în procedeul de extragere al wolframului elementar din minereurile sale.  Minereurile de wolfram sunt tratate cu soluții alcaline pentru a produce WO3. Ulterior au loc reacții de reducere cu carbon și hidrogen gazos, care reduc trioxidul de wolfram la wolfram pur:
{\displaystyle \mathrm {2WO_{3}\ +\ 3C\longrightarrow \ 2W\ +\ 3CO_{2}} }
{\displaystyle \mathrm {WO_{3}\ +\ 3H_{2}{\xrightarrow {550-850^{o}C}}\ W\ +\ 3H_{2}O} }
Trioxidul de wolfram mai poate fi obținut și prin alte moduri. CaWO4 (mineralul numit scheelit), reacționează cu acid clorhidric pentru a forma acidul wolframic, care se descompune în WO3 și apă la temperaturi ridicate: 
{\displaystyle \mathrm {CaWO_{4}\ +\ 2HCl\longrightarrow \ CaCl_{2}\ +\ H_{2}WO_{4}} }
{\displaystyle \mathrm {H_{2}WO_{4}\longrightarrow \ H_{2}O\ +\ WO_{3}} }
Altă metodă de obținere este oxidarea wolframului metalic într-o atmosferă de oxigen la temperaturi mai mari de 500 °C. 
{\displaystyle \mathrm {2W+3O_{2}\ {\xrightarrow {500^{o}C}}\ 2WO_{3}} }